# سپاه اول انزاک
سپاه اول انزاک (انگلیسی: I ANZAC Corps) سپاه پیاده‌نظام و مجموعه‌ای از ۳ لشکر نیروی زمینی بریتانیا و تحت امر سپاه ارتش استرالیا و نیوزلند بود، که در سال ۱۹۱۶ تأسیس شد و در سال ۱۹۱۷ منحل گردید.